# Kyle Balda
Pour les articles homonymes, voir Balda.
Kyle Balda, né le 9 mars 1971 à Tucson (Arizona), est un animateur et réalisateur américain. Il travaille actuellement pour Illumination Entertainment.

## Filmographie

### Réalisateur
- 2010 : Orientation Day coréalisé avec Samuel Tourneux
- 2010 : Home Makeover coréalisé avec Samuel Tourneux
- 2010 : Banana coréalisé avec Samuel Tourneux
- 2012 : Le Lorax coréalisé avec Chris Renaud
- 2012 : Wagon Ho!
- 2012 : Serenade
- 2012 : Forces of Nature
- 2015 : Les Minions coréalisé avec Pierre Coffin
- 2017 : Moi, moche et méchant 3 coréalisé avec Pierre Coffin et Éric Guillon
- 2020 : Les Minions 2 : Il était une fois Gru coréalisé avec Jonathan Del Val et Brian Abelson

### Animateur
- 1993 : Day of The Tentacle
- 1994 : Sleepy Guy
- 1998 : 1 001 Pattes
- 1999 : Toy Story 2
- 2001 : Monstres et Cie
- 2010 : Moi, moche et méchant

### Effets spéciaux
- 1994 : The Mask
- 1995 : Jumanji
- 1996 : Mars Attacks!
- 2009 : Lili la petite sorcière, le Dragon et le Livre magique